# Réallon
Réallon är en kommun i departementet Hautes-Alpes i regionen Provence-Alpes-Côte d'Azur i sydöstra Frankrike. Kommunen ligger  i kantonen Savines-le-Lac som ligger i arrondissementet Gap. År 2022 hade Réallon 243 invånare.

## Befolkningsutveckling
Antalet invånare i kommunen Réallon
Referens:INSEE